# Бухаев, Юсуп Рахметович
Юсуп Рахметович Бухаев (20 мая 1924, Астраханская область — 17 июня 2016) — советский военнослужащий, участник Великой Отечественной войны, полный кавалер ордена Славы, сапёр 212-го батальона инженерных заграждений 43-й инженерной бригады; командир отделения 105-го отдельного моторизованного штурмового инженерно-сапёрного батальона 23-й моторизованной штурмовой инженерно-сапёрной бригады, младший сержант.

## Биография
Родился в селе Лебяжье Камызякского района Астраханской области в крестьянской семье. Казах. Окончил 7 классов, курсы трактористов. Трудился в колхозе, затем на моторно-рыболовецкой станции.
В РККА с 1942 года. На фронте в Великую Отечественную войну с сентября 1942 года. Боевое крещение получил в составе 121-го отдельного понтонно-мостового батальона 28-й армии по охране реки Караульная Красноярского района Астраханской области. В 1943-44 годах принимал участие в боях по освобождению Ростова, Донбасса, Приднепровья, Крымского полуострова от Перекопа до Севастополя.
Сапёр 212-го батальона инженерных заграждений красноармеец Юсуп Бухаев в составе штурмовой группы 8 апреля 1944 года в полутора километрах северо-западнее посёлка городского типа Армянск Автономной Республики Крым проделал проход в проволочном заграждении и обезвредил около четырёх десятков мин. Красноармеец Бухаев Ю. Р. одним из первых ворвался в расположение противника и уничтожил несколько вражеских солдат. Приказом командира 87-й стрелковой дивизии от 11 апреля 1944 года за мужество и отвагу, проявленные в боях, красноармеец Бухаев Юсуп Рахметович награждён орденом Славы 3-й степени.
Командир отделения 105-го отдельного моторизованного штурмового инженерно-сапёрного батальона ефрейтор Юсуп Бухаев с группой сапёров 12 января 1945 года при наступлении в районе польского населённого пункта Шидлув обезвредил до шестидесяти противотанковых мин, провёл через проход в минном поле стрелковые подразделения. Приказом по войскам 1-го Украинского фронта от 14 апреля 1945 года за мужество и отвагу, проявленные в боях, ефрейтор Бухаев Юсуп Рахметович награждён орденом Славы 2-й степени.
25 апреля 1945 года командир отделения 105-го отдельного моторизованного штурмового инженерно-сапёрного батальона младший сержант Юсуп Бухаев в бою за город Баутцен подавил два пулемёта, поразил семерых противников, и с бойцами вверенного ему отделения ворвался на северную окраину города, выведя из строя три вражеские огневые точки и большое количество солдат противника. За мужество и отвагу, проявленные в боях, 16 июня 1945 года младший сержант Бухаев Юсуп Рахметович повторно награждён орденом Славы 2-й степени.
С июня 1944 по январь 1945 года Ю. Р. Бухаев служил в Московском военном округе в Резерве Ставки Верховного Главнокомандующего. Член ВКП/КПСС с 1945 года. В дальнейшем, в составе войск 13-й армии, освобождал Польшу, Германию, Чехословакию. 26 апреля 1945 года на реке Шпрее был ранен.
После войны служил на австрийско-чехословацкой границе. В 1947 году в звании старшины демобилизован. Вернулся в Астраханскую область — в родное село Лебяжье. Работал сначала в промышленной артели, затем председателем сельского Совета, бригадиром государственного лова рыбозавода имени Кирова, секретарём партийной организации, заведующим фермой, бригадиром растениеводческой бригады колхоза «Россия», председателем профкома.
Указом Президиума Верховного Совета СССР от 20 декабря 1951 года за образцовое выполнение заданий командования в боях с немецко-вражескими захватчиками старшина запаса Бухаев Юсуп Рахметович перенаграждён орденом Славы 1-й степени, став полным его кавалером.
В 1966 году Ю. Р. Бухаев окончил Высшую партийную школу в Астрахани. С 1985 года — на пенсии. В 1987—1999 годах — председатель Совета ветеранов села Полдневое. Проживал в Астрахани, где и скончался 17 июня 2016 года.
Награждён орденами Отечественной войны I степени, Славы трёх степеней, медалями.